# 나라 목록

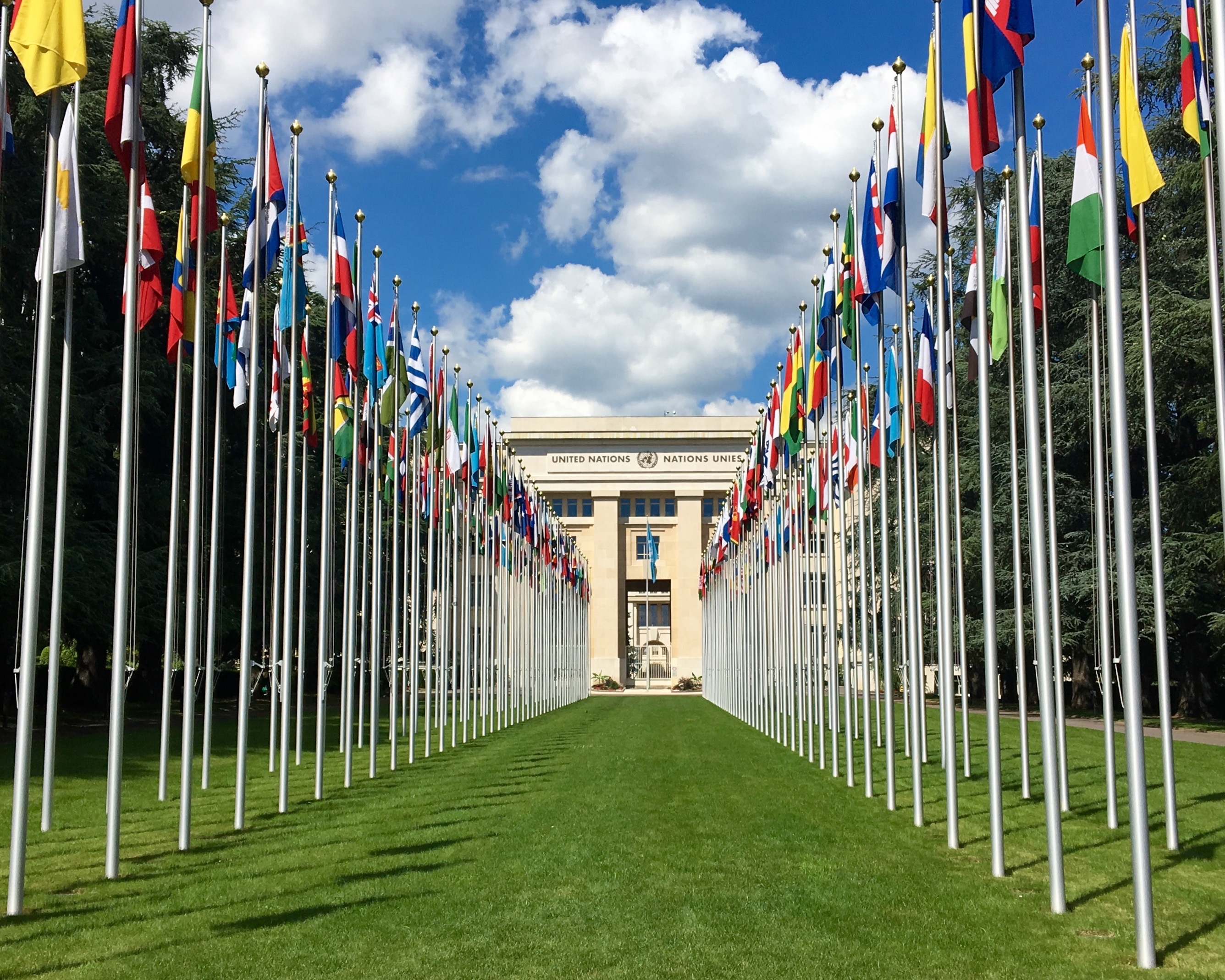
스위스 제네바에 있는 국제 연합 회원국 및 비회원 GA 옵서버의 국기

이 목록에 실린 국가 기준은 1933년 몬테비데오 협약 1장을 참고로 하였다. 협정에 따르면, 국가는 다음의 조건을 만족해야 한다.
- (a) 영속적인 국민
- (b) 일정한 영토
- (c) 정부
- (d) 타국과의 관계 참여 자격

특히, 마지막 조건은 국제 공동체의 참여 용인을 내포하고 있기 때문에, 다른 나라의 승인이 매우 중요한 역할을 할 수 있다. 이 목록에 포함된 모든 국가는 보통 이 기준을 만족하는 것으로 보이는 자주적이고 독립적인 국가이다. 하지만 몬테비데오 협약 기준을 만족하는지의 여부는 많은 국가가 논쟁이 되고 있는 실정이다. 또한, 몬테비데오 협약 기준만이 국가 지위의 충분한 자격이든 아니든, 국제법의 견해 차이는 존재할 수 있다. 이 물음에 대한 다른 이론에 대한 고리는 아래에서 볼 수 있다.

## 기준
위 기준에 논거하여 이 목록은 다음 208개 국가를 포함하고 있다.
- 일반 국제 승인을 받은 198개 자주 국가.
  - 유엔 가입 국가 193개
  - 유엔에서 국제 승인을 받은 2개 국가 : 바티칸 시국, 팔레스타인
  - 유엔의 가입국이 아니며, 국제 승인을 받지 않았으나 일반적으로 나라로 통치는 3개 국가 : 사하라 아랍 민주 공화국, 중화민국, 코소보
- 유엔의 가입국이 아니며, 국제 승인을 받지 않았고 일반적으로 나라로 통치지 않는 4개 자주 국가.
  - 유엔 회원국으로부터 승인을 받은 4개 국가: 남오세티야, 북키프로스,  소말릴란드, 압하지야

## 국제적으로 승인 받은 국가
| 가 | 나 | 다 | 라 | 마 | 바 | 사 |
| 아 | 자 | 차 | 카 | 타 | 파 | 하 |

| 가 | 나 | 다 | 라 | 마 | 바 | 사 |
| 아 | 자 | 차 | 카 | 타 | 파 | 하 |

| 가 | 나 | 다 | 라 | 마 | 바 | 사 |
| 아 | 자 | 차 | 카 | 타 | 파 | 하 |

| 가 | 나 | 다 | 라 | 마 | 바 | 사 |
| 아 | 자 | 차 | 카 | 타 | 파 | 하 |

| 가 | 나 | 다 | 라 | 마 | 바 | 사 |
| 아 | 자 | 차 | 카 | 타 | 파 | 하 |

| 가 | 나 | 다 | 라 | 마 | 바 | 사 |
| 아 | 자 | 차 | 카 | 타 | 파 | 하 |

| 가 | 나 | 다 | 라 | 마 | 바 | 사 |
| 아 | 자 | 차 | 카 | 타 | 파 | 하 |

| 가 | 나 | 다 | 라 | 마 | 바 | 사 |
| 아 | 자 | 차 | 카 | 타 | 파 | 하 |

| 가 | 나 | 다 | 라 | 마 | 바 | 사 |
| 아 | 자 | 차 | 카 | 타 | 파 | 하 |

| 가 | 나 | 다 | 라 | 마 | 바 | 사 |
| 아 | 자 | 차 | 카 | 타 | 파 | 하 |

| 가 | 나 | 다 | 라 | 마 | 바 | 사 |
| 아 | 자 | 차 | 카 | 타 | 파 | 하 |

| 가 | 나 | 다 | 라 | 마 | 바 | 사 |
| 아 | 자 | 차 | 카 | 타 | 파 | 하 |

| 가 | 나 | 다 | 라 | 마 | 바 | 사 |
| 아 | 자 | 차 | 카 | 타 | 파 | 하 |

| 가 | 나 | 다 | 라 | 마 | 바 | 사 |
| 아 | 자 | 차 | 카 | 타 | 파 | 하 |

## 부분승인 국가
이 목록은 주권을 주장하고 점유한 영토를 실제로 관리하고 있으나, 많은 국가와 외교관계를 맺지 못하거나 분쟁이 있는 나라를 설명하고 있다. 마이크로네이션는 이 목록에 포함하지 않는다.